# Publio Lucrezio Tricipitino
Publio Lucrezio Tricipitino  (in latino Publius Lucretius Triciptinus; fl. V secolo a.C.) è stato un politico romano.

## Primo tribunato consolare
Nel 419 a.C. fu eletto tribuno consolare con Agrippa Menenio Lanato e Spurio Nauzio Rutilo.
A Roma fu sventata una pericolosa rivolta degli schiavi, grazie a due delatori, ricompensati con 10.000 assi.
(Tito Livio, "Ab Urbe Condita", IV,4, 45)
Sul fronte esterno si registravano i soliti movimenti ostili degli Equi, e lo strano comportamento della città di Labico.

## Secondo tribunato consolare
Nel 417 a.C. fu eletto tribuno consolare con Agrippa Menenio Lanato, Gaio Servilio Axilla e Spurio Veturio Crasso Cicurino.
L'anno, come il successivo, fu caratterizzato da rapporti esterni tranquilli, ed interni tesi a causa del ripresentarsi della questione agraria da parte dei tribuni della plebe.